# Cadillac Allanté
Cadillac Allanté - розкішний автомобіль з кузовом родстер, що вироблявся американським автовиробником Cadillac в 1986-1993 роках.

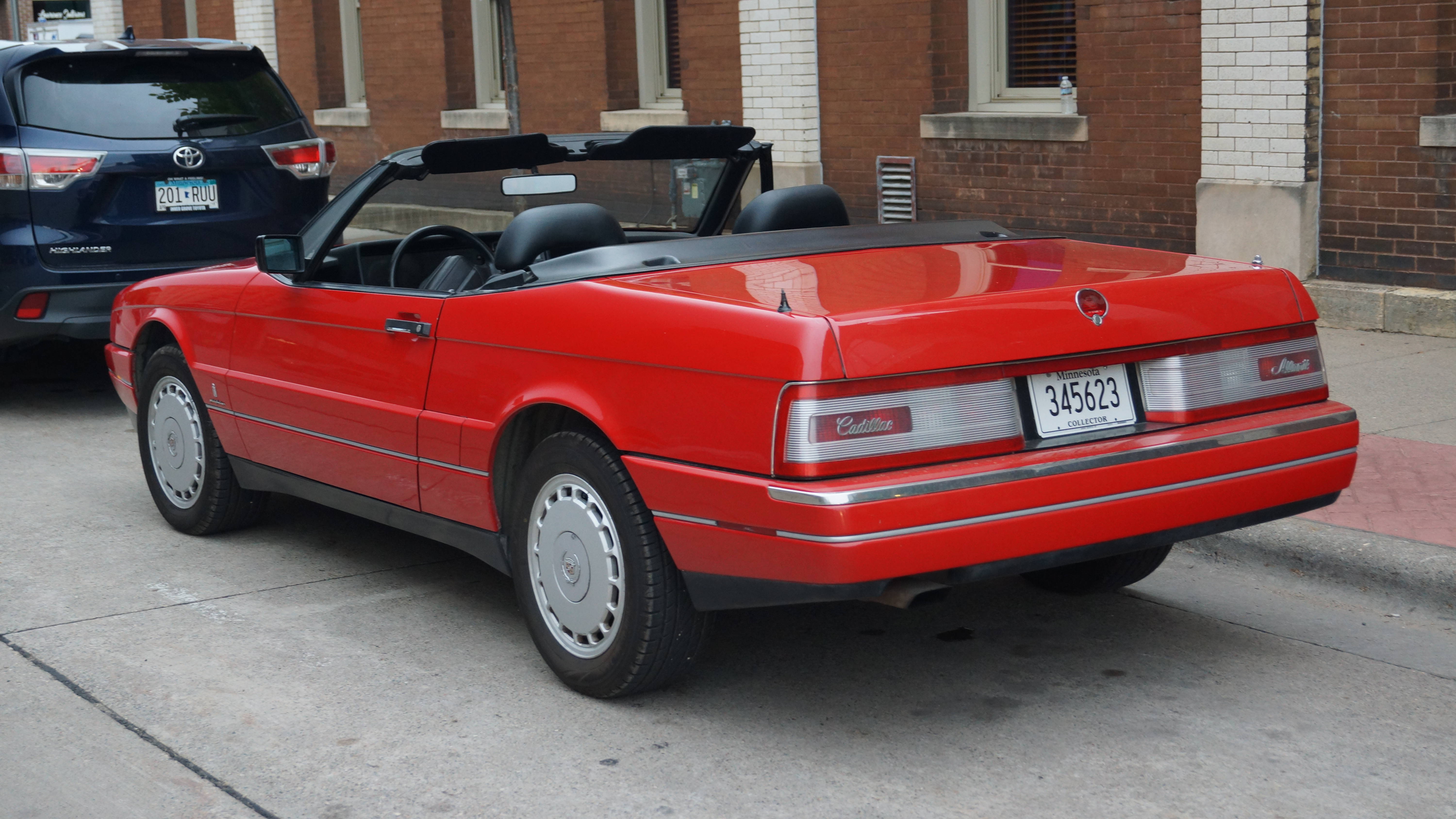

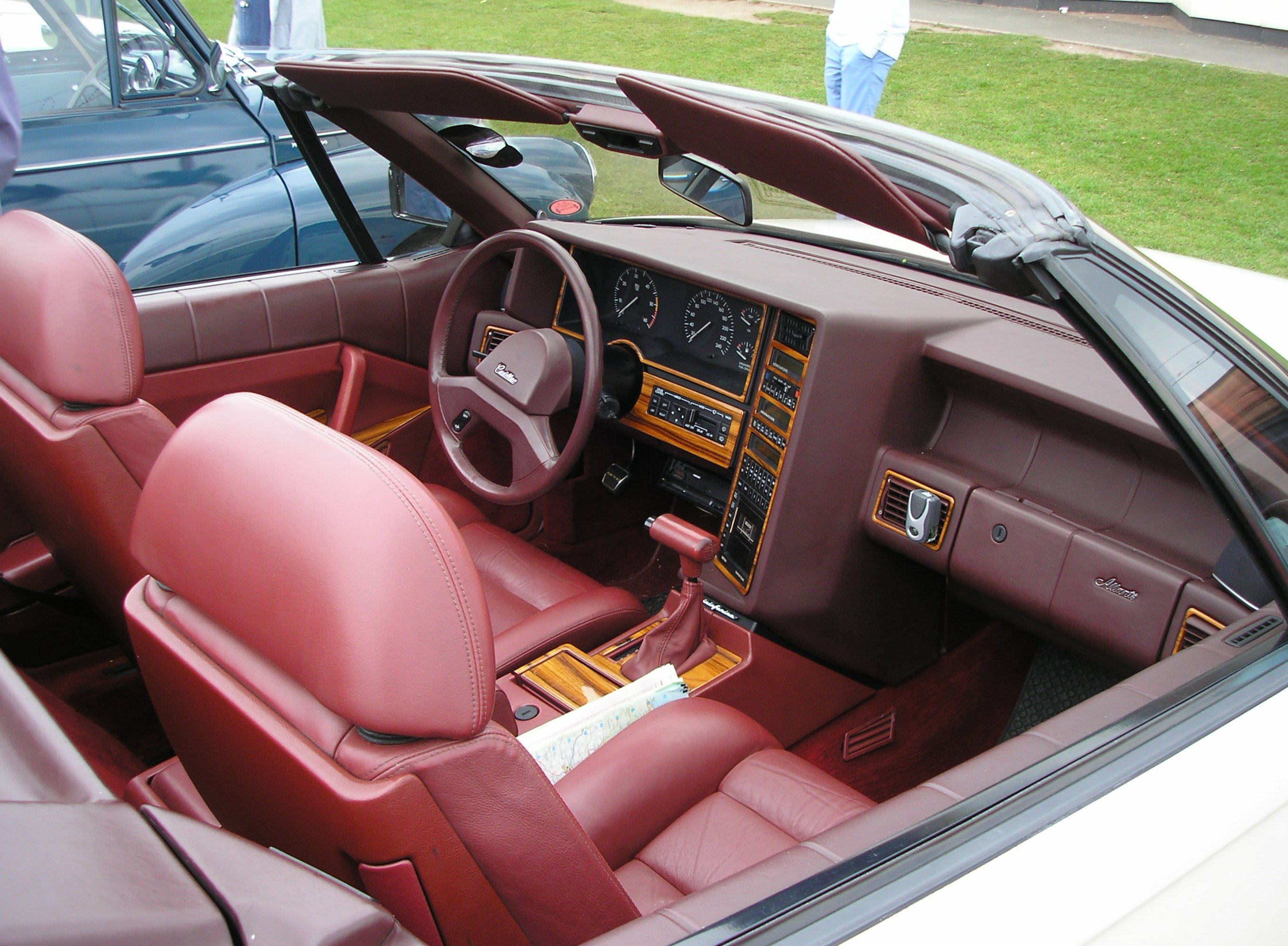

Дизайн кузова автомобіля був розроблений у співпраці з італійською студією Pininfarina, таким чином досягнувши Cx=0.34. Підготовка автомобіля, який був відносно громіздким: шасі великого масштабного виробництва в Детройті поставлялося на спеціально адаптованому літаку Boeing 747 в Італію, де знаходиться завод Pininfarina в Турині, на шасі був встановлений кузов з німецької сталі та алюмінієвого сплаву з Швейцарії. Після цього автомобіль знову відправляли до Детройту де здійснювалась фінальна стадія збірки на заводі Hamtramck.
У 1988 році в автомобілі були встановлені регульовані підголовники та додатковий набір європейських індикаторів. Через рік був представлений 4,5-літровий двигун потужністю 200 к.с. З нагоди вдосконалення механізму підняття даху.
У 1990 році була представлена версія із знімним жорстким дахом. У 1993 році було введено 4,6-літровий двигун потужністю 295 к.с.
Порівняно з іншими моделями Cadillac, виробництво автомобілів Allanté не було надто масовим. Всього було створено 21 395 одиниць.